# 1984-es labdarúgó-Európa-bajnokság (selejtező)
Az 1984-es labdarúgó-Európa-bajnokság selejtező mérkőzéseit 1982 májusától 1983 decemberéig játszották le. A selejtezőben 32 válogatott vett részt. A házigazda Franciaország nem vett részt a selejtezőkön.
Magyarország a selejtezőben a 3. csoportba került. Az ellenfelek Dánia, Anglia, Görögország és Luxemburg voltak. Magyarország nyolc meccsén, három győzelmet, egy döntetlent ért el és négy veresége volt, valamint 18 szerzett, és 17 kapott góllal fejezte be a selejtezőt, a csoport negyedik helyén.

## Kijutott csapatok
A következő csapatok jutottak ki az Európa-bajnokságra:

| Ország        | Kvalifikáció módja  | Kvalifikáció időpontja | Korábbi Európa-bajnoki részvételek |
| ------------- | ------------------- | ---------------------- | ---------------------------------- |
| Franciaország | Rendező             | 1981. december 10.     | 1                                  |
| Belgium       | 1. csoport győztese | 1983. október 12.      | 2                                  |
| Portugália    | 2. csoport győztese | 1983. november 1.      | 0 (újonc)                          |
| Dánia         | 3. csoport győztese | 1983. november 16.     | 1                                  |
| NSZK          | 6. csoport győztese | 1983. november 20.     | 3                                  |
| Románia       | 5. csoport győztese | 1983. november 30.     | 0 (újonc)                          |
| Jugoszlávia   | 4. csoport győztese | 1983. december 21.     | 3                                  |
| Spanyolország | 7. csoport győztese | 1983. december 21.     | 2                                  |

## Játékvezetők
- Rolf Ericsson
- Erik Fredriksson
- Ulf Eriksson
- Jan Keizer
- Gerard Geurds
- Charles Corver
- Cornelius Bakker
- Palotai Károly
- Pádár László
- Bogdan Docsev
- Jordan Zsezsov
- Velicsko Concsev
- Roger Schoeters
- Alexis Ponnet
- Marcel van Langenhove
- Adolf Mathias
- Heinz Fahnler
- Franz Wöhrer
- Volker Roth
- Adolf Prokop
- Siegfried Kirschen
- Dieter Pauly
- Karl-Heinz Tritschler
- Walter Eschweiler
- Jan Redelfs
- Klaus Peschel
- Klaus Scheurell
- Paolo Bergamo
- Enzo Barbaresco
- Luigi Agnolin
- Pietro D’Elia
- Paolo Casarin
- Gianfranco Menegali
- Ioan Igna
- Mircea Lucian Salomir
- Erkan Göksel
- Paul Rion
- Norbert Rolles
- Bruno Galler
- André Daina
- Jakob Baumann
- John Hunting
- Keith Hackett
- George Courtney
- Neil Midgley
- Brian McGinlay
- Robert Valentine
- Ronald Bridges
- Edgar Azzopardi
- Alojzy Jarguz
- Aleksander Suchanek
- Andrzej Libich
- Hreiðar Jónsson
- Ole Amundsen
- Alexander Jacobsen
- Ib Nielsen
- Edvard Šoštarić
- Stjepan Glavina
- Gérard Biguet
- Georges Konrath
- Michel Vautrot
- Joël Quiniou
- Alain Delmer
- Romualdas Juška
- Valerij Vlagyimirovics Butyenko
- John Carpenter
- Oliver Donnelly
- Vojtěch Christov
- Dušan Krchňák
- Ivan Gregr
- Kaj Nätri
- Juhani Smolander
- Anders Mattsson
- Emilio Carlos Guruceta
- Augusto Lamo Castillo
- José Garcia Carrion
- Evangelosz Giannakoudakisz
- Antoniosz Vasszárasz
- António Garrido
- Mário Luís
- Arsen Hoxha
- Reidar Bjørnestad
- Rolf Nyhus

## Csoportok
A csapatokat 7 csoportba sorsolták. Négy darab ötcsapatos és három darab négycsapatos csoportot alakítottak ki. A csapatok körmérkőzéses, oda-visszavágós rendszerben játszottak egymással. A csoportelsők kijutottak az Európa-bajnokságra.

A sorrend meghatározása
Az Európa-bajnokság selejtezőjében a következő pontok alapján állapították meg a sorrendet:
1. több szerzett pont az összes mérkőzésen
2. jobb gólkülönbség az összes mérkőzésen
3. több szerzett gól az összes mérkőzésen
4. sorsolás

### 1. csoport
| Hely. | Csapat  | M | Gy | D | V | G+ | G– | Gk | P | Továbbjutás                            |     | Belgium | Svájc | Német Demokratikus Köztársaság | Skócia |
| ----- | ------- | - | -- | - | - | -- | -- | -- | - | -------------------------------------- | --- | ------- | ----- | ------------------------------ | ------ |
| 1.    | Belgium | 6 | 4  | 1 | 1 | 12 | 8  | +4 | 9 | Kijutott az 1984-es Európa-bajnokságra |     | —       | 3–0   | 2–1                            | 3–2    |
| 2.    | Svájc   | 6 | 2  | 2 | 2 | 7  | 9  | −2 | 6 |                                        |     | 3–1     | —     | 0–0                            | 2–0    |
| 3.    | NDK     | 6 | 2  | 1 | 3 | 7  | 7  | 0  | 5 |                                        | 1–2 | 3–0     | —     | 2–1                            |        |
| 4.    | Skócia  | 6 | 1  | 2 | 3 | 8  | 10 | −2 | 4 |                                        | 1–1 | 2–2     | 2–0   | —                              |        |

### 2. csoport
| Hely. | Csapat        | M | Gy | D | V | G+ | G– | Gk  | P  | Továbbjutás                            |     | Portugália | Szovjetunió | Lengyelország | Finnország |
| ----- | ------------- | - | -- | - | - | -- | -- | --- | -- | -------------------------------------- | --- | ---------- | ----------- | ------------- | ---------- |
| 1.    | Portugália    | 6 | 5  | 0 | 1 | 11 | 6  | +5  | 10 | Kijutott az 1984-es Európa-bajnokságra |     | —          | 1–0         | 2–1           | 5–0        |
| 2.    | Szovjetunió   | 6 | 4  | 1 | 1 | 11 | 2  | +9  | 9  |                                        |     | 5–0        | —           | 2–0           | 2–0        |
| 3.    | Lengyelország | 6 | 1  | 2 | 3 | 6  | 9  | −3  | 4  |                                        | 0–1 | 1–1        | —           | 1–1           |            |
| 4.    | Finnország    | 6 | 0  | 1 | 5 | 3  | 14 | −11 | 1  |                                        | 0–2 | 0–1        | 2–3         | —             |            |

### 3. csoport
| Hely. | Csapat       | M | Gy | D | V | G+ | G– | Gk  | P  | Továbbjutás                            |     | Dánia | Anglia | Görögország | Magyarország | Luxemburg |
| ----- | ------------ | - | -- | - | - | -- | -- | --- | -- | -------------------------------------- | --- | ----- | ------ | ----------- | ------------ | --------- |
| 1.    | Dánia        | 8 | 6  | 1 | 1 | 17 | 5  | +12 | 13 | Kijutott az 1984-es Európa-bajnokságra |     | —     | 2–2    | 1–0         | 3–1          | 6–0       |
| 2.    | Anglia       | 8 | 5  | 2 | 1 | 23 | 3  | +20 | 12 |                                        |     | 0–1   | —      | 0–0         | 2–0          | 9–0       |
| 3.    | Görögország  | 8 | 3  | 2 | 3 | 8  | 10 | −2  | 8  |                                        | 0–2 | 0–3   | —      | 2–2         | 1–0          |           |
| 4.    | Magyarország | 8 | 3  | 1 | 4 | 18 | 17 | +1  | 7  |                                        | 1–0 | 0–3   | 2–3    | —           | 6–2          |           |
| 5.    | Luxemburg    | 8 | 0  | 0 | 8 | 5  | 36 | −31 | 0  |                                        | 1–2 | 0–4   | 0–2    | 2–6         | —            |           |

### 4. csoport
| Hely. | Csapat      | M | Gy | D | V | G+ | G– | Gk | P | Továbbjutás                            |     | Jugoszlávia | Wales | Bulgária | Norvégia |
| ----- | ----------- | - | -- | - | - | -- | -- | -- | - | -------------------------------------- | --- | ----------- | ----- | -------- | -------- |
| 1.    | Jugoszlávia | 6 | 3  | 2 | 1 | 12 | 11 | +1 | 8 | Kijutott az 1984-es Európa-bajnokságra |     | —           | 4–4   | 3–2      | 2–1      |
| 2.    | Wales       | 6 | 2  | 3 | 1 | 7  | 6  | +1 | 7 |                                        |     | 1–1         | —     | 1–0      | 1–0      |
| 3.    | Bulgária    | 6 | 2  | 1 | 3 | 7  | 8  | −1 | 5 |                                        | 0–1 | 1–0         | —     | 2–2      |          |
| 4.    | Norvégia    | 6 | 1  | 2 | 3 | 7  | 8  | −1 | 4 |                                        | 3–1 | 0–0         | 1–2   | —        |          |

### 5. csoport
| Hely. | Csapat        | M | Gy | D | V | G+ | G– | Gk  | P  | Továbbjutás                            |     | Románia | Svédország | Csehszlovákia | Olaszország | Ciprusi Köztársaság |
| ----- | ------------- | - | -- | - | - | -- | -- | --- | -- | -------------------------------------- | --- | ------- | ---------- | ------------- | ----------- | ------------------- |
| 1.    | Románia       | 8 | 5  | 2 | 1 | 9  | 3  | +6  | 12 | Kijutott az 1984-es Európa-bajnokságra |     | —       | 2–0        | 0–1           | 1–0         | 3–1                 |
| 2.    | Svédország    | 8 | 5  | 1 | 2 | 14 | 5  | +9  | 11 |                                        |     | 0–1     | —          | 1–0           | 2–0         | 5–0                 |
| 3.    | Csehszlovákia | 8 | 3  | 4 | 1 | 15 | 7  | +8  | 10 |                                        | 1–1 | 2–2     | —          | 2–0           | 6–0         |                     |
| 4.    | Olaszország   | 8 | 1  | 3 | 4 | 6  | 12 | −6  | 5  |                                        | 0–0 | 0–3     | 2–2        | —             | 3–1         |                     |
| 5.    | Ciprus        | 8 | 0  | 2 | 6 | 4  | 21 | −17 | 2  |                                        | 0–1 | 0–1     | 1–1        | 1–1           | —           |                     |

### 6. csoport
| Hely. | Csapat         | M | Gy | D | V | G+ | G– | Gk  | P  | Továbbjutás                            |     | Nyugat-Németország | Észak-Írország | Ausztria | Törökország | Albánia |
| ----- | -------------- | - | -- | - | - | -- | -- | --- | -- | -------------------------------------- | --- | ------------------ | -------------- | -------- | ----------- | ------- |
| 1.    | NSZK           | 8 | 5  | 1 | 2 | 15 | 5  | +10 | 11 | Kijutott az 1984-es Európa-bajnokságra |     | —                  | 0–1            | 3–0      | 5–1         | 2–1     |
| 2.    | Észak-Írország | 8 | 5  | 1 | 2 | 8  | 5  | +3  | 11 |                                        |     | 1–0                | —              | 3–1      | 2–1         | 1–0     |
| 3.    | Ausztria       | 8 | 4  | 1 | 3 | 15 | 10 | +5  | 9  |                                        | 0–0 | 2–0                | —              | 4–0      | 5–0         |         |
| 4.    | Törökország    | 8 | 3  | 1 | 4 | 8  | 16 | −8  | 7  |                                        | 0–3 | 1–0                | 3–1            | —        | 1–0         |         |
| 5.    | Albánia        | 8 | 0  | 2 | 6 | 4  | 14 | −10 | 2  |                                        | 1–2 | 0–0                | 1–2            | 1–1      | —           |         |

### 7. csoport
| Hely. | Csapat        | M | Gy | D | V | G+ | G– | Gk  | P  | Továbbjutás                            |     | Spanyolország | Hollandia | Írország | Izland | Málta |
| ----- | ------------- | - | -- | - | - | -- | -- | --- | -- | -------------------------------------- | --- | ------------- | --------- | -------- | ------ | ----- |
| 1.    | Spanyolország | 8 | 6  | 1 | 1 | 24 | 8  | +16 | 13 | Kijutott az 1984-es Európa-bajnokságra |     | —             | 1–0       | 2–0      | 1–0    | 12–1  |
| 2.    | Hollandia     | 8 | 6  | 1 | 1 | 22 | 6  | +16 | 13 |                                        |     | 2–1           | —         | 2–1      | 3–0    | 5–0   |
| 3.    | Írország      | 8 | 4  | 1 | 3 | 20 | 10 | +10 | 9  |                                        | 3–3 | 2–3           | —         | 2–0      | 8–0    |       |
| 4.    | Izland        | 8 | 1  | 1 | 6 | 3  | 13 | −10 | 3  |                                        | 0–1 | 1–1           | 0–3       | —        | 1–0    |       |
| 5.    | Málta         | 8 | 1  | 0 | 7 | 5  | 37 | −32 | 2  |                                        | 2–3 | 0–6           | 0–1       | 2–1      | —      |       |